# Bistrica (Slatina)
Bistrica is een plaats in de gemeente Slatina in de Kroatische provincie Virovitica-Podravina. De plaats telt 204 inwoners (2001).